# Czużaja baćkauszczyna
Czużaja baćkauszczyna (biał. Чужая бацькаўшчына) – radziecki film dramatyczny z 1982 roku w reżyserii Waleryja Rybaraua. Premiera filmu miała miejsce w Białoruskiej Socjalistycznej Republice Radzieckiej w 1982 roku.

## Obsada
| Aktor                |
| -------------------- |
| Uładzimir Hasciuchin |
| Wiktar Hohaleu       |
| Antanina Biendawa    |
| Olga Bielawska       |
| Stasys Petronaitis   |
| Natalla Brażnikawa   |
| Andrej Drużkin       |
| Uładzimir Palakou    |
| i inni               |